# Sigmodon inopinatus
Sigmodon inopinatus е вид бозайник от семейство Хомякови (Cricetidae). Видът е световно застрашен, със статут Уязвим.

## Разпространение
Разпространен е в Еквадор.